# Магера (Румунія)
Магера (рум. Maghera) — село у повіті Ботошані в Румунії. Входить до складу комуни Вирфу-Кимпулуй.
Село розташоване на відстані 380 км на північ від Бухареста, 30 км на північний захід від Ботошань, 124 км на північний захід від Ясс.